# Alan Berliner

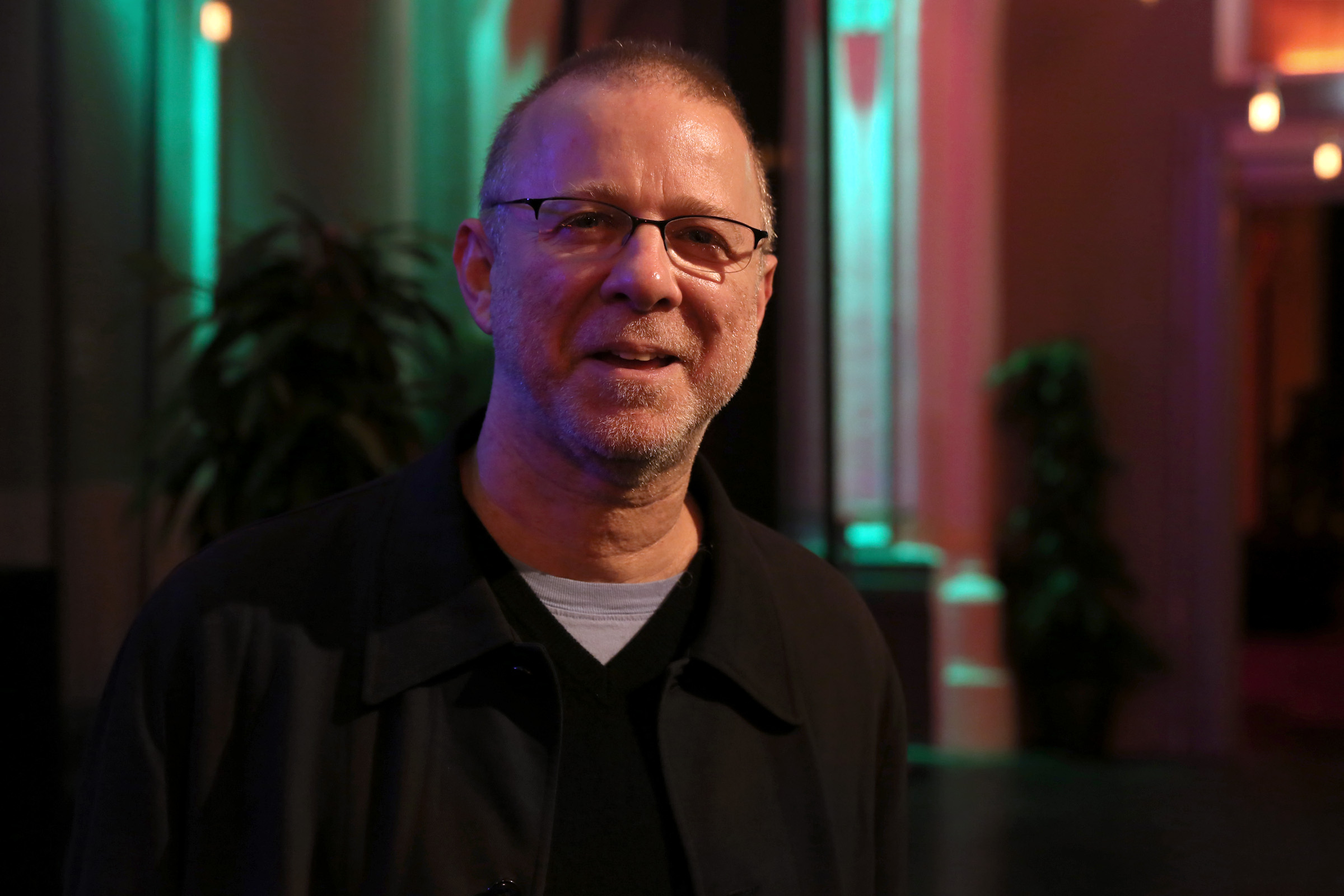
Alan Berliner em 2013.

Alan Berliner (Nova York, Estados Unidos, 11 de outubro de 1956) é um cineasta independente estadunidense. Seus filmes são geralmente classificados como documentários. Ele se formou na Universidade Binghamton.

## Filmes
Os documentários experimentais de Berliner - Wide Awake (2006), The Sweetest Sound (2001), Nobody's Business (1996), Intimate Stranger (1991) e The Family Album (1986) - foram exibidos em vários países e premiados em importantes
festivais de cinema.